# Pavel Holý

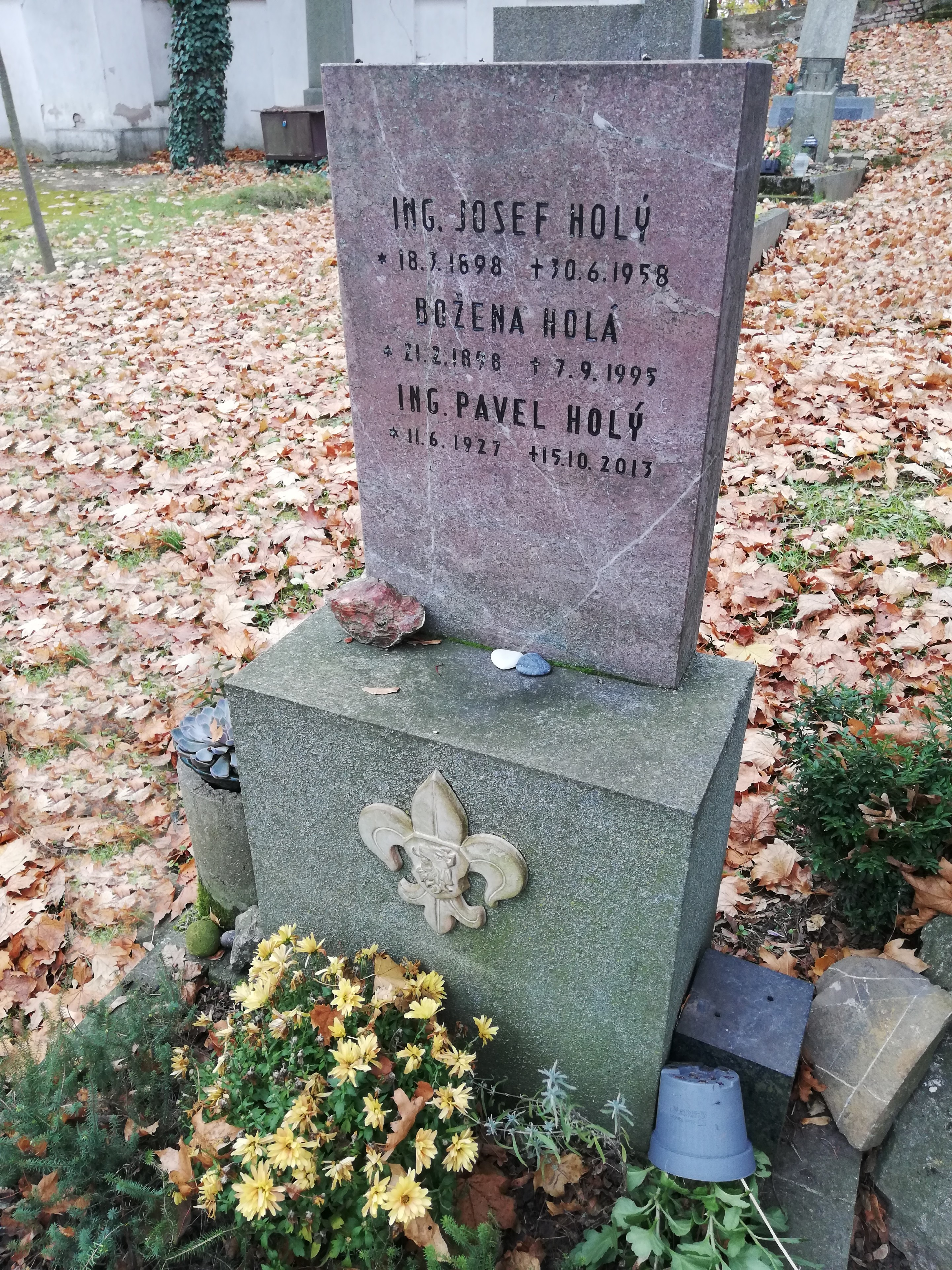
Rodinný hrob na pražském Radlickém hřbitově

Pavel Holý (11. června 1927 Plzeň – 15. října 2013) byl skaut, vysokoškolský studentský účastník protikomunistického odboje, v 50. letech 20. století politický vězeň v pracovních (uranových) táborech na Jáchymovsku, junácký funkcionář a držitel několika skautských (a dalších) vyznamenání.

## Život

### Rodinný původ a studia
Pavel Holý se narodil 11. června 1927 v Plzni, ale rodina se přestěhovala do pražských Holešovic, kde bydleli u lidového divadla Uranie. Oba jeho rodiče byli původem z jižních Čech z oblasti mezi Mirovicemi a Blatnou. Pavlův otec byl konstruktér v továrně specializující se na výrobu strojního vybavení sloužícího k produkci uzenin. V roce 1933 zkrachovala rakouská firma vlastnící tuto továrnu a Pavlův otec si našel obdobnou práci v Chocni, kam se s rodinou přestěhoval.
Školní docházku zahájil Pavel Holý v Chocni a od roku 1938, kdy vstoupil do skautského oddílu, se věnoval skautingu, který se ale po nastolení protektorátu (15. března 1939) dostal do materiální krize. Po vypuknutí druhé světové války (1. září 1939) bylo mnoho činovníků Junáka odvlečeno do koncentračních táborů. V létě roku 1940 byly některé junácké tábory nečekaně rozehnány bezpečnostními nacistickými oddíly. Dne 28. října 1940 byl pak Junák z nařízení Karl Hermanna Franka rozpuštěn jakožto nepřátelská organizace.
V průběhu druhé světové války navštěvoval Pavel Holý v Pardubicích vyšší průmyslovou školu strojnickou. V době, kdy byla tato škola Němci zavřená se v Chocni v továrně, kde jeho otec vykonával funkci vedoucího, učil Holý oboru strojní zámečník. Maturitní zkoušku složil až na začátku roku 1948 a poté se přihlásil k vysokoškolskému studiu do Prahy na České vysoké učení technické (ČVUT). Než ale zahájil svoje studia v Praze, pracoval nějaký čas v továrně vyrábějící sportovní letadla. V Praze Pavel Holý bydlel v garsonce na Starém Městě.

### Protikomunistický odboj
Během vysokoškolského studia se Pavel Holý seznámil s celou řadou skautů a s některými z nich se zapojil do činnosti odbojové skupiny „Praha-Žatec“. Koncem dubna a počátkem května roku 1949 se mezi některými staršími protikomunisticky naladěnými skauty rozšířila informace o chystaném protistátním spiknutí (jednalo se o tzv. Prokešův puč). Toto povstání mělo za cíl likvidaci totalitního komunistického režimu. V noci z 16. na 17. května 1949 se Pavel Holý dostavil (spolu s dalšími staršími skauty) na určené shromaždiště (poblíž generálního štábu v Dejvicích). Shromáždění se hodlali zapojit do ozbrojeného vojenského převratu. Tento nevydařený pokus o státní převrat byl ale vyzrazen, předem infiltrován osobami napojenými na StB a koordinovanou zatýkací akcí státní bezpečnosti již ve svém samém zárodku zmařen. 

### Zatčení a odsouzení
Skauti byli zatčeni, odvezeni na generální štáb, pak do Bartolomějské ulice, kde byli zmláceni a odtud pak do věznice v Ruzyni a nakonec do pankrácké věznice. Státním soudem v Praze byl Pavel Holý v srpnu 1949 odsouzen (spolu s další skupinkou skautů) v politickém procesu „Dagmar Skálová a spol.“ (za přípravu skautského protistátního spiknutí) k trestu odnětí svobody v trvání čtyř let. Mezi dalšími odsouzenými byli:
- Jiří Řehák (1926–1973) (alias Stín nebo Traper)[p. 2];
- František Falerski,;
- JUDr. Jiří Navrátil (1923–2017) (alias Jiří);
- Ing. Záviš Bozděch (1929–2024) (alias Brácha; Plch);[p. 3];
- Richard Nebeský (1927–1997) (alias Rýša);
- Erik von Bülow (1922–2002);[p. 4];
- Jiří Ulrych (* 1930) (alias Uriáš);
- Karel Čečka (1929–1996) (alias Teddy) a
- Pavel Janský.[3]

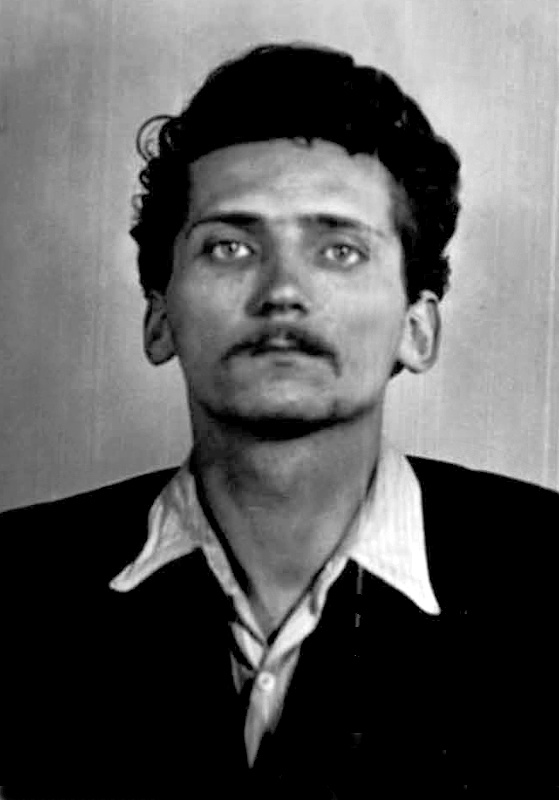
František Falerski
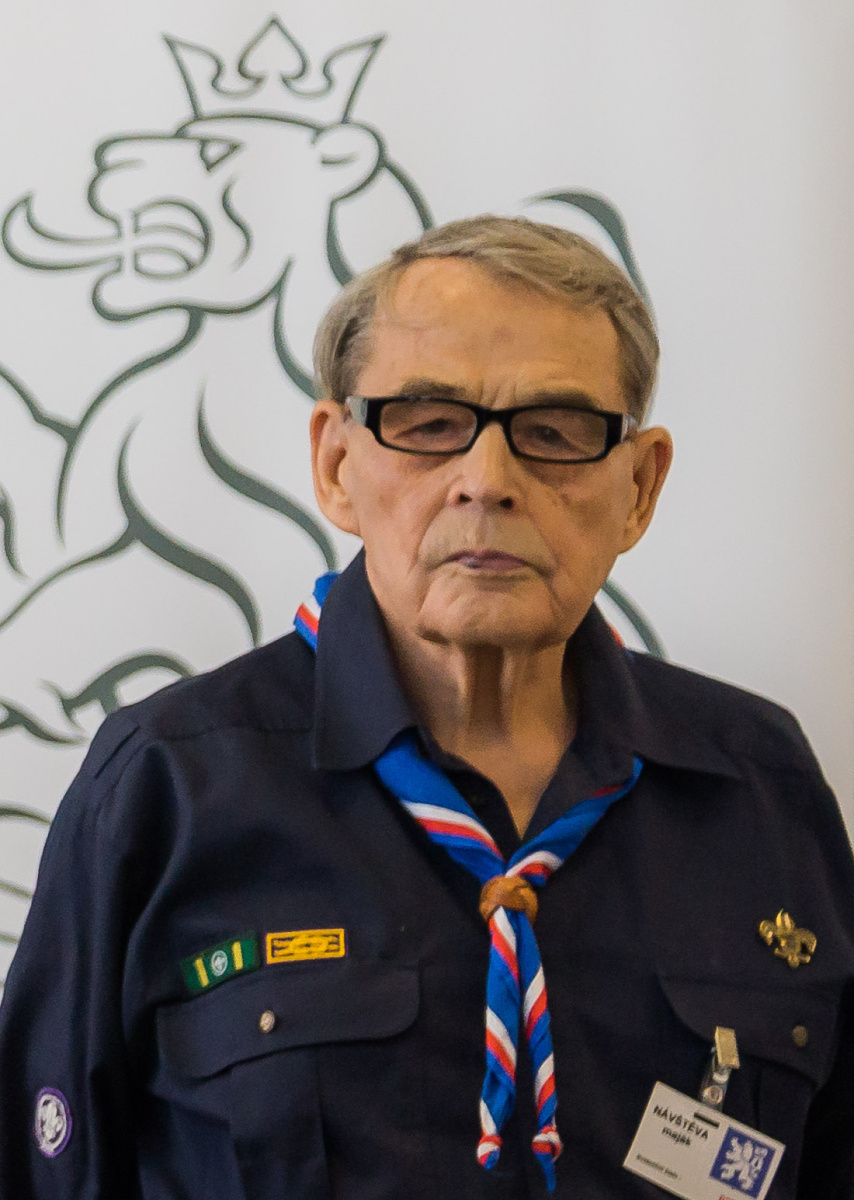
JUDr. Jiří Navrátil

### Věznění na Jáchymovsku
V září 1949 byl převezen do lágru Vykmanov na Jáchymovsku a odtud byl (spolu s dalšími vězni) vožen tři týdny na stavbu dřevěných baráků tábora Barbora. Tajné spojení s rodiči v Chocni mu zajišťoval jeden z k režimu neloajálních velitelů, který vozil mukly na Barboru, bydlil u Litomyšle a přes Choceň jezdil domů.
Skupina spolu odsouzených skautů (včetně Pavla Holého) zůstala po celou dobu výkonu trestu víceméně pohromadě a byla přesunuta do pracovního tábora Rovnost, aby tam svoji pracovní silou nahradili některé německé válečné zajatce, kteří byli z Rovnosti postupně přemisťováni jinam.
Pavel Holý prožil v lágru Rovnost vánoce 1949. Zpočátku pracoval na šachtě, ale když mezi vězni poptávali řemeslníky, přihlásil se (měl vzdělání strojního zámečníka) a nastoupil jako svářeč do dílen na povrchu.
Vězni – skauti – se v lágru věnovali ilegální skautské činnosti (rukodělným pracím) – tajně vyráběli (a pašovali mimo pracovní tábor) různé malé umělecké předměty (přezky, figurky, destičky, obrázky, svícínky, křížky, apod.), které sloužily především jako dárky a odměny pro dobrodince. Tyto ilegálně vyráběné předměty schovávali vězni na různých místech (v ubikacích ale hlavně na šachtách). Specialitou byly tři exempláře (ten třetí v kolibřím formátu) ručně psaných a ilustrovaných samizdatových básnických sbírek nazvaných Přadénko z drátů.
V lágru se Pavel Holý setkal náhodou se dvěma plánovači (Pavlem a Jirkou), kteří byli zaměstnáni v oddělení ústředního plánováni v leteckých závodech, kde s nimi kdysi Holý pracoval. V táboře měli funkci příslušníků Sboru národní bezpečnosti (SNB). Tito táboroví příslušníci SNB pak vězněným pomáhali nejen se sháněním materiálu, ale především jejich prostřednictvím mohli muklové udržovat oboustranné (písemné i „předmětové“) spojení s rodinnými příslušníky prostřednictvím pašovaných ilegálních dopisů (tzv. „motáků“).     
Asi rok před propuštěním byl Pavel Holý v roce 1952 přesunut do pracovního tábora Eliáš a potom nakonec do lágru Svatopluk. V květnu 1953 byl přeložen do ústředního lágru, který se nacházel přímo v Jáchymově. Za čtyři roky pobytu v jáchymovských „uranových“ pracovních táborech mu byl vyplacen obnos 3 500,– Kčs (koupil si za ně oblek) a den před propuštěním na svobodu (1953) mu v přesvědčovacím pohovoru neúspěšně nabízeli spolupráci se státní bezpečností (StB).
Tak já vám, pánové, něco řeknu: kdybych s váma spolupracoval, když jsem byl venku, tak jsem se měl jako prase v žitě, nedělal jsem to. Kdybych s váma spolupracoval, když jsem byl tady, tak jsem měl lepší stravu, lepší ubytování ... To jsem taky neudělal. A teď až přijdu ven, tak nevidím důvod, proč bych to měl dělat.
Pavel Holý, Odpověď na nabídku spolupráce s StB v květnu 1953, 

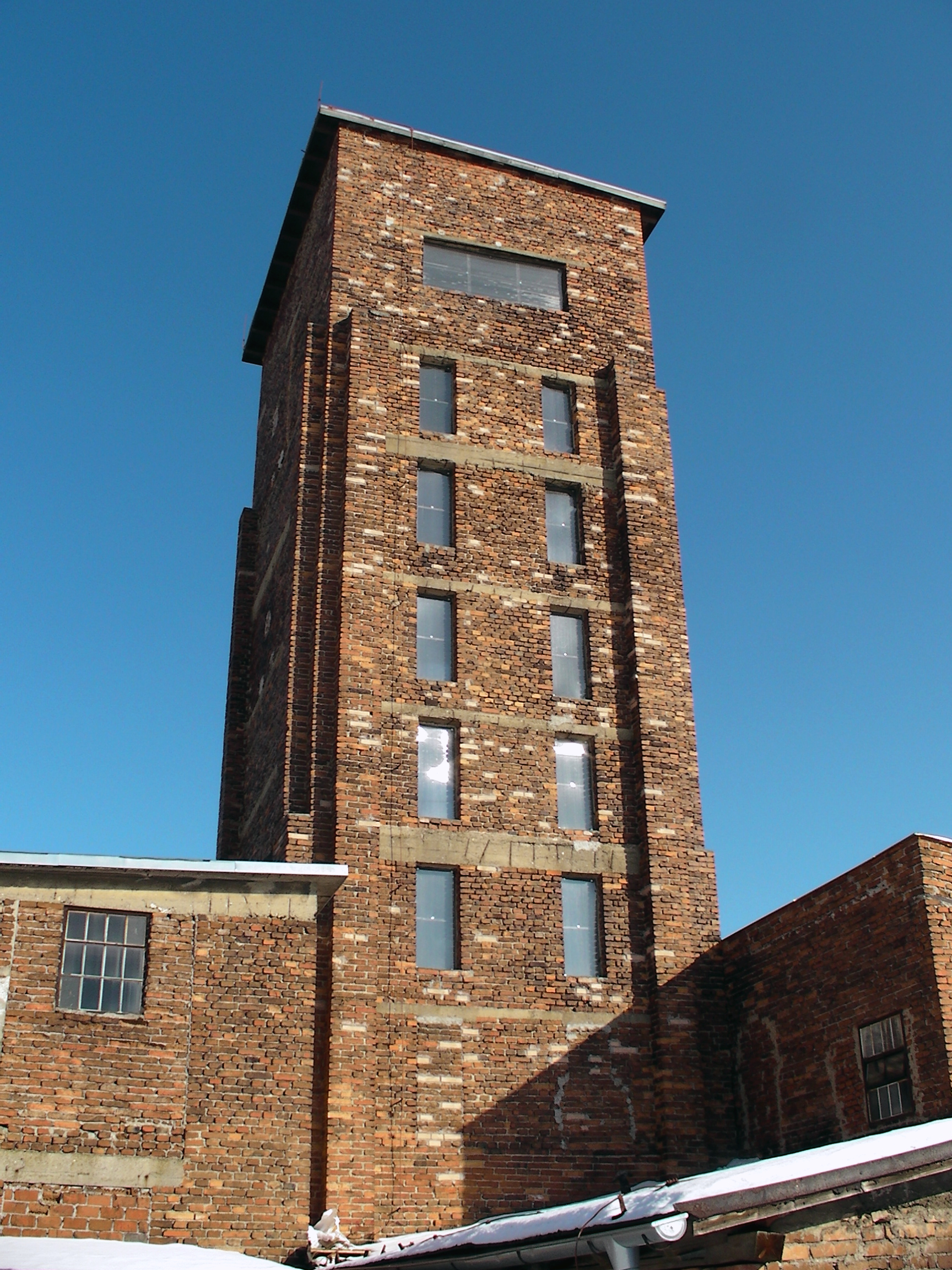
Rudá věž smrti v lágru Vykmanov
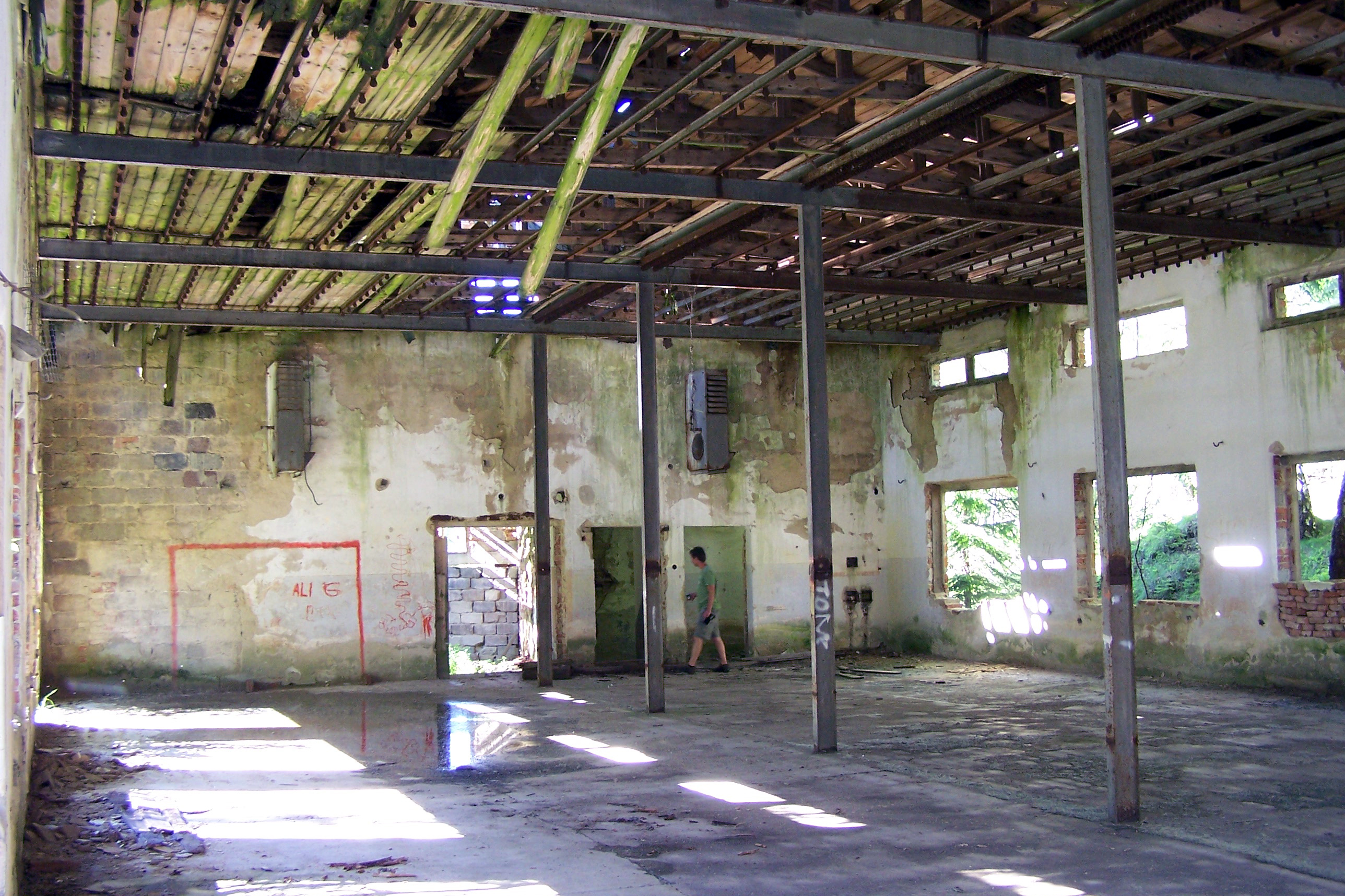
Bývalá převlékárna v lágru Rovnost

### Na svobodě (Armabeton)
Po propuštění na svobodu bydlel v Praze u svého strýce v Sudoměřské ulici na Žižkově. Strýc tam měl velký pětipokojový byt a Holý žil v pokojíku pro služku. V propouštěcích podmínkách měl „bývalý mukl Pavel Holý“ nařízenu minimálně roční práci ve stavebním podniku Armabeton a tak začal pracovat na stavbě chladíren (mrazíren) v pražském Suchdole.
Při dokončování stavby se ale dostal ne vlastní vinou do problému a byl ze dne na den přeložen k pobočce Armabetonu Kladno. Chtěl ale zůstat v Praze a tak si vyžádal prohlídku u posudkového lékaře. Posudkový lékař měl několik známých v pracovních táborech na Jáchymovsku (a ty Holý dobře znal) a tak vystavil Holému zdravotní posudek na jehož základě se měl hlásit v Praze na kádrovém oddělení ředitelství Armabetonu v Americké ulici, kde mu bylo nabídnuto místo v závodě Chladicí věže.

### Chladicí věže, Drupol
Výuční list svářeče sice Holý neměl, ale ve vězení se jím vyučil. Dostal se do skupiny zaměstnanců, kteří byli v rámci akce 77 tisíc do výroby vybráni z kanceláří, aby pomáhali v dělnických profesích v československém průmyslu. Pavel Holý se věnoval zlepšovákům, podílel se na změnách norem, což se posléze projevilo i na jeho finančním ohodnocení. Začal se poohlížet po jiné práci, dal výpověď v Chladicích věžích a nastoupil do výrobního družstva Drupol do konstrukce, kde se navrhovala zařízení a pracovní stoly do dílen, stoličky, ocelové skříně, ocelové garáže a jiné vybavení.
V Praze v té době měl Drupol tři dílny a tak na své přání byl Holý přeložen do provozu v malé dílně na pražských Vinohradech. Po roce pak přešel do Satalic do poměrně velké (asi 120 zaměstnanců), ale zaostalé a prodělečné továrny Drupolu. Tam se mu podařilo provést optimalizaci pracovních sil, zajistit zaměstnancům slušnější pracovní prostředí (zateplená jídelna) a zefektivnit výrobu. V této satalické továrně Drupolu pak pracoval až do svého odchodu do starobního důchodu, do něhož nastoupil po dvou letech co přesluhoval (ještě v době před sametovou revolucí).
Ing. Pavel Holý zemřel 15. října 2013, je pohřben v rodinném hrobě na pražském Radlickém hřbitově.

## Rodinné a jiné události
V roce 1968 se rodina Pavla Holého rozrostla o novorozeného syna Pavla (* 1968). Po roce 1989 mu byl dodatečně na ČVUT udělen titul Ing. Důvodem zpětného přiznání inženýrského titulu byl fakt, že svá studia na ČVUT nemohl (tak jako mnoho z politických důvodů nedostudovaných vysokoškoláků) řádně dokončit. Pavel Holý byl (po roce 1989) též členem Konfederace politických vězňů České republiky.

## Skautské aktivity

### Od roku 1945 do roku 1967
Skautingu se prakticky Pavel Holý věnoval celý život (a to i v uranových pracovních táborech na Jáchymovsku), kromě období druhé světové války. Po jejím skončení (v roce 1945) absolvoval lesní školu, kde působil jako zástupce vedoucího skautského střediska. Pracoval jako instruktor na lesních školách, kde se věnoval výuce rukodělných aktivit (práci z kůže a ze dřeva).

### Rok 1968
V období politického uvolnění pražského jara 1968 se na počátku roku 1968 začaly živelně obnovovat skautské oddíly napříč Československem a po obnovení Junáka (29. března 1968) se Pavel Holý opět zapojil nakrátko do procesu obnovy skautského hnutí. Navázal na své odborné skautské zaměření (rukodělné práce se dřevem a kůží, táboření a táborové stavby), působil jako instruktor Pražské lesní školy a Instruktorské lesní školy. Rozvoj skautské organizace byl ale zastaven invazí vojsk Varšavské smlouvy do Československa (21. srpna 1968). 

### Po sametové revoluci
Do dalších skautských aktivit se Pavel Holý zapojil až po sametové revoluci (tj. po 17. listopadu 1989), kdy vykonával funkci tajemníka odboru lesních škol. V letech 1989 až 2007 se účastnil každé léto několika lesních škol (například akce pořádané v chatě Seleška). Ing. Pavel Holý byl též členem čestného Svojsíkova oddílu, skautského oddílu Velena Fanderlíka a skautské skupiny Baribalů.

## Vyznamenání
Za práci pro skautskou organizaci a za neměnně pevné životní postoje obdržel Ing. Pavel Holý několik skautských a dalších vyznamenání (za odbojovou činnost proti totalitnímu komunistickému režimu):
- V roce 1970 to byla základní Medaile díků jako výraz ocenění aktivní služby skautskému hnutí;
- po sametové revoluci pak získal Řád stříbrného vlka jako nejvyšší vyznamenání pro mužské členy Junáka (ten obdržel v roce 1995);
- v roce 1996 získal Řád čestné lilie v trojlístku (zlatého stupně), což bylo (v rozmezí let 1990 až 2003) nejvyšší vyznamenání českého Junáka, které bylo udělováno za vynikající zásluhy o skauting a jako odčinění totalitní perzekuce;
- v roce 1999 získal Pavel Holý Pamětní kříž III. (třetího) odboje a
- v roce 2006 pak obdržel Stříbrnou medaili III. (třetího) odboje.[3]